# ائارندیل و الوینگ
ائارندیل و الوینگ (به انگلیسی: Eärendil and Elwing) شخصیتی‌های در داستان‌های جی. آر. آر. تالکین هستند که در سرزمین میانه زندگی می‌کردند. ائارندیل یک نیمه‌الف از سرزمین میانه بود. او از نوادگان سه خاندان اداین بود و اولین شخصی است که در دوران اول قدم به آمان گذاشت. او یکی از تأثیرگذارترین شخصیت‌ها در نبرد خشم بود و رئیس خاندان پادشاهان نومه‌نور نیز می‌باشد. در میان تمام نیم-الف‌هایی که دودمانشان ثبت شده‌است، او بیشترین نزدیکی را به وانیار دارد. زیرا از طریق مادرش ادریل دودمانش به وانیارها تعلق دارد.

## تاریخچه
او پسر تور و ادریل، دختر تورگون پادشاه گوندولین است که دوران کودکی خود را در گاندولین سپری کرد. زمانی که هفت سالش بود درحالیکه بر دوش‌های هندور خدمتکار ایدریل بود، از سقوط گاندولین فرار کرد و پس از آن در آرورنین در بندرگاه‌های سیریون زندگی کرد. ائارندیل پس از آن رهبر مردمی شد که در آنجا زندگی می‌کردند و با الوینگ،  دختر دیور پسر برن و لوثین ازدواج کرد. حاصل ازدواج آنها دو پسر به نام‌های الروس و الروند بود.
با کمک گیردان کشتی ساز، ائارندیل کشتی وینگیلوت را ساخت و بوسیله آن در دریاهای غرب سرزمین میانه سفر می‌کرد در حالیکه همسرش را در آرورنین تنها می‌گذاشت. در آن زمان الوینگ سیلماریل‌ها را در اختیار داشت، همان جواهری که پدر بزرگش برن از تاج مورگوت جدا کرده بود. این خبر به گوش پسران فئانور که هنوز زنده بودند رسید و آنها نیز برای تصاحب سیلماریل به مردم آرورنین حمله بردند و بسیاری از آنها را کشتند. اما الوینگ به جای اینکه دستگیر شود خود را با سیلماریل به درون دریا پرتاب کرد .
اولمو او را از میان امواج بیرون کشید و او را تبدیل به شکل پرنده سفید بزرگ کرد، و سیلماریل بر روی سینه او مانند ستاره ای می درخشید ، و او بر فراز ابها به جستجوی ائارندیل پرواز کرد.
با شنیدن این خبر که چه اتفاقاتی در آرورنین افتاده‌است، ائارندیل به جستجوی والینور پرداخت، و همراه با الوینگ در نهایت راهشان به آنجا را پیدا کردند. بنابراین ائارندیل اولین موجود فانی بود که قدم به خاک والینور می‌گذاشت. در آنجا او به دنبال والاها گشت و از آنها درخواست کمک برای الف‌ها و انسانهای سرزمین میانه را کرد تا در مقابل مورگوت لشکرکشی کنند؛ والاها نیز درخواست او را پذیرفتند.
والاها پس از اینکه درخواست ائارندیل را شنیدند، با نیروی عظیمی به سمت سرزمین میانه عازم شدند، مورگوت را شکست داده و او را به بند کشیدند. ائارندیل نقش مهمی را در جنگ ایفا می‌کرد، او وینگیلوت را در کنار توروندور و دیگر عقاب‌ها هدایت می‌کرد. این ضربه او بود که آنگالاکون سیاه ،اژدهای بزرگ را از بین برد و او را از برج‌های سر به فلک کشیده تانگورودریم به زمین افکند. با این اتفاق بزرگ که با نابودی محض بوجود آمده بوسیله نبرد خشم همراه بود، سرزمین بلریاند نیز رو به نابودی گذاشت.

## ریشه  نام
ائارندیل در کوئنیا به معنی «عاشق دریا» است.